# Yoshijirō Umezu
Yoshijirō Umezu (prefettura di Ōita, 4 gennaio 1882 – Tokyo, 8 gennaio 1949) è stato un generale giapponese della seconda guerra mondiale.
Avvezzo al mondo politico, Umezu fu soprannominato dai colleghi Maschera d'avorio per come dissimulava le sue opinioni e intenzioni. Durante la carriera divenne amico di Korechika Anami, nato nel suo stesso villaggio.

## Biografia

### Inizi della carriera nell'esercito
Nato al principio del 1882 nella prefettura di Ōita, Yoshijirō Umezu entrò nell'esercito imperiale nel 1904 con il grado di sottotenente; dal 1910 frequentò il Collegio di Guerra e ottenuto il diploma nel 1911 proseguì gli studi dapprima in Germania, poi in Danimarca. Ricoprì quindi la posizione di addetto militare in Svizzera.

### Il servizio nello Stato Maggiore
Nel 1923 Umezu venne promosso al grado di colonnello e divenne istruttore al Collegio di Guerra, incarico che mantenne per un anno: nel 1924 fu infatti nominato comandante del 3º reggimento fanteria. Nel 1926 Umezu venne spostato allo Stato Maggiore generale dell'esercito e gli fu assegnato il posto di Capo della 1ª Sezione, 1º Ufficio, dedicata all'organizzazione e mobilitazione delle truppe. Nel 1928 fu trasferito alla guida della Sezione Affari dell'esercito, Ufficio Affari militari, parte integrante del Ministero della Guerra.

### Gli anni trenta
Nel 1930 venne promosso al grado di generale di brigata e messo alla guida della 1ª brigata fanteria: in questa veste Umezu partecipò attivamente alle azioni giapponesi, fossero esplicite oppure nascoste, che portarono all'occupazione della Manciuria nel settembre 1931. Quell'anno Umezu venne nominato Capo dell'Ufficio generale per gli Affari Militari in seno allo Stato Maggiore generale dell'esercito. Tre anni più tardi fu promosso generale di divisione e comandante dell'Armata di guarnigione in Cina; nell'agosto 1935 fu posto alla guida della 2ª divisione di fanteria. Il 23 marzo 1936, visti i suoi trascorsi, Umezu venne elevato al ruolo di vice-ministro della Guerra e, sempre nel 1936, assunse la carica di direttore della Fabbrica di Armamenti dell'Esercito.
Il 30 maggio 1938, quando la seconda guerra sino-giapponese era in corso da diversi mesi, venne nominato comandante della 1ª armata dispiegata in Cina: mantenne tale posizione fino al 7 settembre 1939 in quanto posto al vertice dell'Armata del Kwantung, che stava combattendo le ultime schermaglie della disastrosa battaglia di Khalkhin Gol contro l'Armata Rossa sovietica, durante le guerre di confine sovietico-giapponesi. Questa grande unità nipponica aveva agito in maniera indipendente dagli alti comandi di Tokyo e Umezu fu incaricato di ricondurla sotto il controllo del governo.

### Il secondo conflitto mondiale

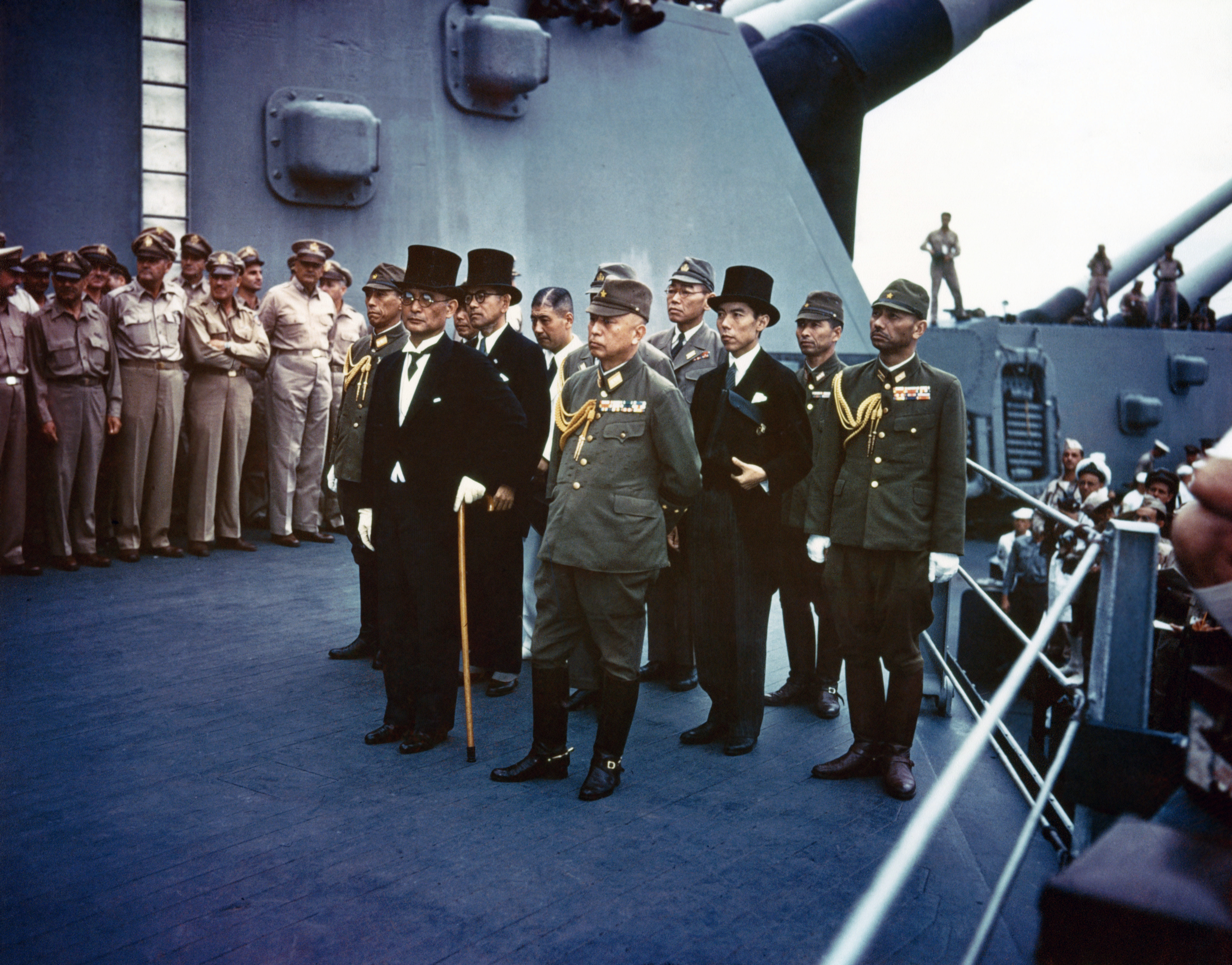
La delegazione giapponese guidata dal Ministro degli Esteri Mamoru Shigemitsu con il bastone e il cilindro; alla sua sinistra il generale Umezu

Il 7 dicembre 1941, dopo l'inatteso attacco di Pearl Harbor, l'Impero giapponese dette avvio alla guerra nel Pacifico e in Asia contro gli Stati Uniti e le potenze coloniali europee: Yoshijirō Umezu rimase sul continente per buona parte del conflitto.
Nel luglio 1944 Hideki Tōjō, a seguito della grave sconfitta patita dalle forze armate nipponiche nell'arcipelago delle Marianne, rinunciò alla carica di Capo di Stato Maggiore generale dell'esercito e chiamò al suo posto il tenente generale Umezu: Tōjō sperava che cedendo alcuni suoi uffici avrebbe potuto rimanere al posto di Primo ministro del Giappone, ma infine il 18 luglio rassegnò le dimissioni e si ritirò a vita privata. Il rimpasto del governo e delle alte sfere militari non ebbe però influenza sulle sorti sempre più compromesse della guerra. Vista la drammatica situazione Umezu cercò i buoni uffici e la mediazione sovietiche, ma l'imperatore Hirohito lo riprese per la scarsa convinzione dimostrata in questo frangente. I bombardamenti atomici di Hiroshima e Nagasaki del 6 e 9 agosto 1945, e la dichiarazione di guerra dell'Unione Sovietica consegnata l'8 agosto, non fecero desistere Umezu dal proposito di combattere fino all'ultimo sfruttando ogni risorsa bellica ancora in possesso del Giappone.
In quanto ardente militarista e nazionalista, Umezu era contrario a qualunque forma di resa e fu contattato dalla frangia di sediziosi che intendevano impedirla a qualunque costo: il generale, comunque, non partecipò all'assalto del Palazzo imperiale di Tokyo condotto nella notte tra il 14 e il 15 agosto 1945 da circa 1.000 soldati e giovani ufficiali dell'esercito, alla ricerca del nastro audio contenente la dichiarazione di resa incondizionata. Gli ammutinati furono aspramente arringati dal generale Shizuichi Tanaka, che dopo aver sottolineato l'aspetto sacrilego della loro azione si uccise alle 08:00 del 15 agosto. In proposito a questo grave avvenimento, Umezu ebbe a dire che non disapprovava il gesto e infatti non denunciò mai i piani dei congiurati. Alle 12:00 l'accettazione della resa incondizionata venne radiodiffusa in tutto il Giappone e la seconda guerra mondiale ebbe termine de facto.

### Gli ultimi anni
In qualità di Capo di Stato Maggiore, Yoshijirō Umezu ricevette dall'Imperatore Hirohito l'ordine formale di rappresentare l'esercito imperiale alla cerimonia ufficiale della resa. La mattina di domenica 2 settembre 1945, a bordo della nave da battaglia Missouri, Umezu appose la propria firma sullo strumento di capitolazione a nome delle forze di terra nipponiche.
Il 23 settembre Umezu ebbe la nomina a comandante della 1ª armata generale, apparato bellico formato dall'11ª, 12ª e 13ª aree d'armata, per supervisionarne il disarmo; il 1º ottobre si ritirò dal servizio attivo. Arrestato nel 1946 come criminale di guerra di classe A, Umezu figurò tra i numerosi imputati giapponesi tradotti dinanzi al Tribunale militare per l'Estremo Oriente.
Nel 1948, al termine del processo, Umezu venne riconosciuto colpevole e condannato all'ergastolo: malato di cancro, morì in carcere l'8 gennaio 1949 all'età di 67 anni, compiuti quattro giorni prima.